# Alípio Duarte Brandão
Alípio Duarte Brandão, född 7 juni 1992 i Brasília, Brasilien, är en brasiliansk fotbollsspelare i Luverdense. 
Alípio började sin karriär som anfallare i SC Internacional från Porto Alegre. I november 2008 värvades han av den spanska storklubben Real Madrid. Scouterna Juan Castro och Manu Sianz hade följt honom under ett år innan de till slut erbjöd honom ett kontrakt och hann då före engelska Chelsea och italienska Juventus som också var intresserade. Övergångssumman skall ha uppgått till 1,4 miljoner euro. Alípio debuterade för Real Madrids C-lag den 19 november 2008 och gjorde två mål. I fortsättningen kommer han att spela i B-laget, Real Madrid Castilla. Han har nummer 15 på tröjan.
Han spelade tidigare i portugisiska Rio Ave dit han kom år 2006. Han spås gå en lysande framtid till mötes och ses idag som ett av Portugals största löften. Han har samma agent som Real Madrids portugisiske storstjärna Cristiano Ronaldo, och jämförs ofta med denne för hans snabbhet och bollkontroll. "Som alla bra brasilianska fotbollsspelare är min styrka min skicklighet med bollen, min fart och blick för spelet. Men det finns fortfarande mycket att förbättra," har han sagt i en intervju. Alípio kallas en Ronaldo-kopia och har fått smeknamnet "Lilla Ronaldo" i media.
Alípio är 174 centimeter lång och väger 65 kilo.